# Aeroporto Hollywood Burbank
L'Hollywood Burbank è un aeroporto situato a 5 km a nord-ovest di Burbank, negli Stati Uniti d'America.